# 有峰ダム
有峰ダム（ありみねダム）は、富山県富山市有峰、一級河川・常願寺川水系和田川の、標高1089m地点に建設されたダム。高さ140メートルの重力式コンクリートダムで、北陸電力の発電用ダムである。同社の水力発電所・和田川第一発電所・和田川第二発電所・有峰第一発電所・有峰第二発電所・有峰ダム発電所に送水し、合計最大53万4,170キロワットの電力を発生する。ダム湖（人造湖）の名は有峰湖（ありみねこ）という（ダム湖百選）。

## 地理
富山県東部を流域とする常願寺川水系は、北アルプス・立山連峰に端を発し、北方に流れ富山湾に注ぐ一級水系である。その上流は急流で、また豪雪地帯とあって水量も豊富にあることから、洪水時には大きな被害をもたらす暴れ川としての側面を持つ一方、水力発電には適した地形であった。
常願寺川の支流のひとつに、立山連峰・薬師岳（標高2,926メートル）のふもとを険しいV字谷を形成しながら流れる和田川がある。最上流部では盆地を形成し、古くは戦いに敗れた落人が隠れ住んだ場所ともいわれる。地名としては元来、山奥にある水源地という意味で「うれ」と呼び、漢字で「有嶺」と書かれていたが、「憂い」に通じるとして嫌った時の為政者、第4代加賀藩主・前田綱紀によって「有峰」に改名されたのだという。
厳しい自然環境の中、少数ながら慎ましく生活していた集落の人々であったが、有峰ダム建設に伴い離散。ダムは盆地への入口である地点に建設され、巨大な人造湖・有峰湖が誕生した。
有峰ダムに直接流れ込む流域面積は約50平方キロメートルであるが、和田川と周辺を流れる支流河川だけではなく、折立から有峰ダム隣の真川の水を引いているほか、岐阜県金木戸川、更には有峰ダム下流の谷々からも水路トンネルで引水している。その全体の集水区域は、ダムの周りの尾根で囲まれた面積の4倍以上の219平方キロメートルにもなる。総貯水容量は2億2,200万立方メートルで、山を隔てて東に隣接する黒部湖（黒部ダム）よりも10パーセントほど大きい。
有峰湖には宝来島という名の島が浮かぶ。かつて吉事山と呼ばれた山の頂上部分が湖面から露出したものであり、北陸電力が有峰ダムの完成を記念して建立した有峰神社がある。湖の水位が下がると陸続きになるが、急斜面であり容易には近づけない。

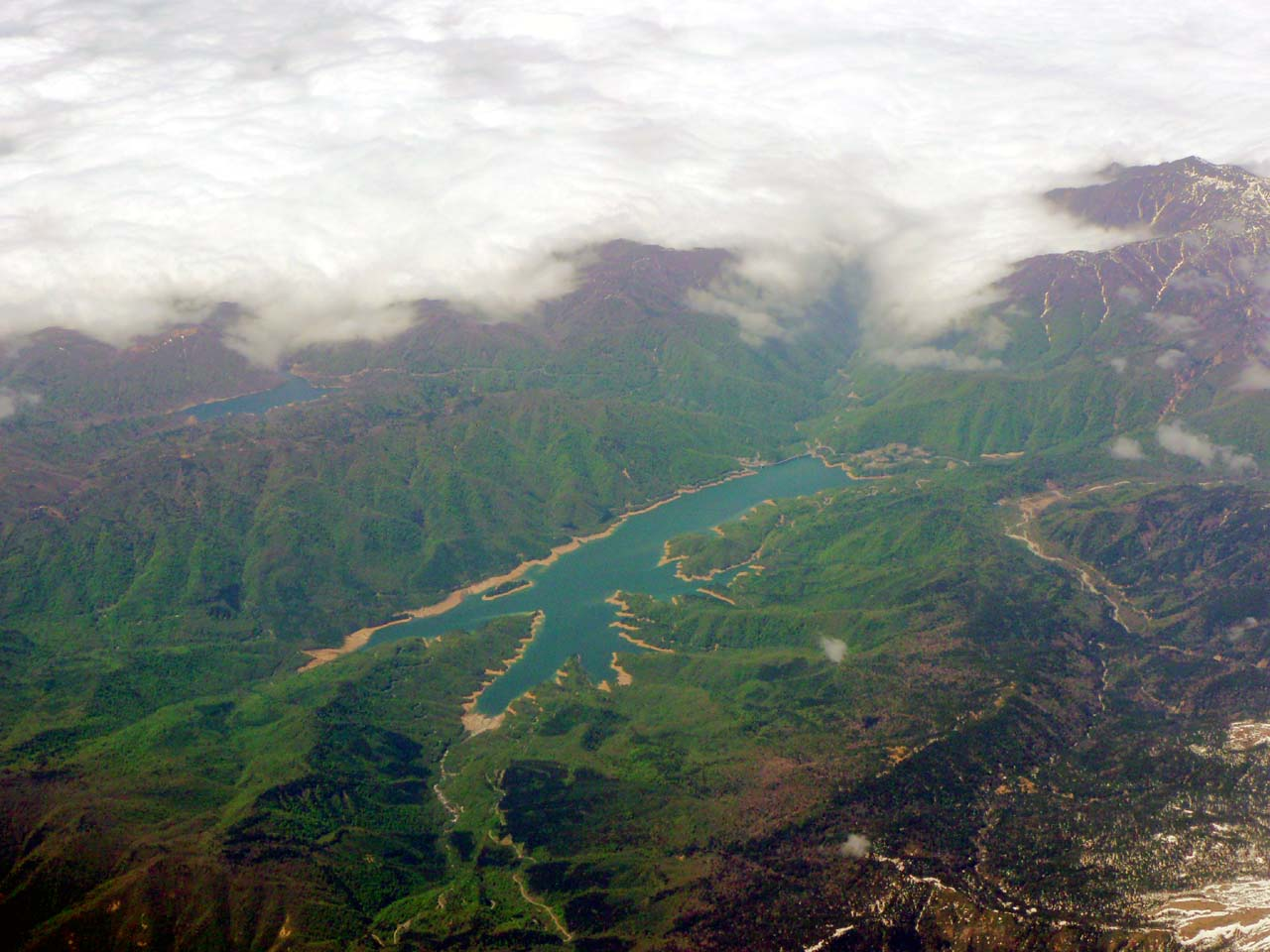
アルファベットの K の字をした特徴的な形を描く有峰湖

## 歴史

### 概要

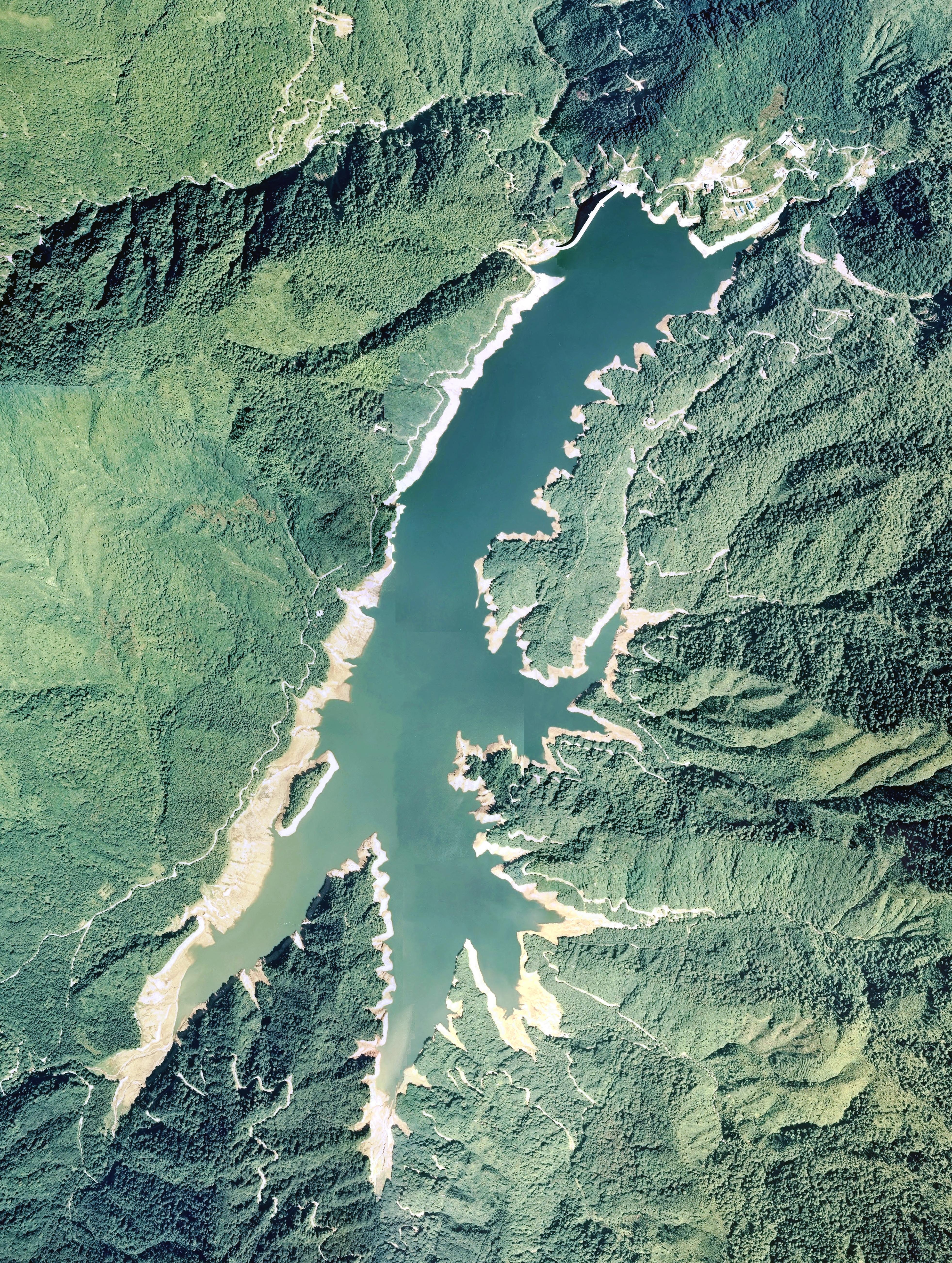
有峰ダム湖付近の空中写真。1977年撮影の7枚を合成作成。
。

急流かつ豊富な水量を特長とする常願寺川水系の地形は水力発電に適したものである。これに着目した電力会社・越中電気は、1923年（大正12年）、常願寺川支流の和田川に水力発電所を完成させる。これが常願寺川水系では初の水力発電所となった亀谷発電所である。同時期、富山県は治水ならびに財政安定のためダムと水力発電所の建設を計画し、県営ダムとして有峰ダムの建設工事に着手。事業は第二次世界大戦の混乱で一時中止となったものの、戦後になって北陸電力が引き継ぎ完成させた。有峰ダムはその目的こそ水力発電であるが、豊富な貯水容量をもって刻々と変動する河川流量を安定化し、完成以来現在に至るまで治水・利水両面で大きく貢献している。

### 富山県による開発
急しゅんな地形は水力発電に適しているとされる一方、大雨による出水時は沿岸に大きな被害をもたらしかねないものである。当時、常願寺川流域は毎年のように水害に見舞われ、復興事業のための資金確保に追われていた富山県は、ダムを建設しその治水効果に期待するとともに、水力発電所をこれに付設し、発生した電気を売却して得た利益を県の財政に充てようとした。1920年（大正9年）、富山県は常願寺川の支流・和田川上流に位置する有峰盆地一帯を買収。将来のダム建設を見据えての行動で、住民は補償金23万円（当時）をもって集団離村した。
1926年（大正15年）に大学一年生の深田久弥が、一高生の熊谷三郎と薬師岳登山をするために有峰の集落を通過。有峰は既に廃村と化しており、朽ちた廃屋や墓石の様子を著書『我が山々』（1934年刊）にて記述されている。同行した熊谷は、後に熊谷組の社長になり偶然にも有峰ダムの建設に携わることとなった。
有峰盆地を県有地に置いた富山県は、1923年（大正12年）に富山県営電気事業計画をまとめ、富山県電気局（現在の富山県企業局）調査班を現地に派遣。調査の結果、水力発電開発に伴うダム建設工事は難工事の様相を見せ、工事費も膨大なものになると試算された。経済も冷え込んだ状態にあった当時のことであり、すぐに着工まで至らなかったが、1934年（昭和9年）の水害をきっかけに、1935年（昭和10年）、ついに富山県議会はダム建設を議決した。
当初は高さ110メートルの重力式コンクリートダムとして設計され、その大きさは現在の高さ140メートルに比べれば見劣りするが、戦前のダムとしては異例の巨大さであった。ダムに貯えることができる水の量は9,000万立方メートルで、下流に建設する4か所の水力発電所で最大5万8,000キロワットの電力を発生する計画である。
工事は1937年（昭和12年）6月に開始され、1938年（昭和13年）に本格的な着工を見せた。しかし、1937年（昭和12年）の日中戦争により戦争への道を歩み始めた日本は電気事業を国策として一括管理するとして、1942年（昭和17年）、有峰ダム建設事業を日本発送電に引き継がせた。その後も太平洋戦争は激化の一途をたどり、ダム建設工事に必要な資材や人員が不足。当工事の持っている膨大な資材を転用して他の緊急工事を迅速に完成させた方が時局の要求に応えられるという結論もあり、ついに1943年（昭和18年）9月、全工事は中止され、1945年末までに工事用機械器具や仮設備などが撤去された。基礎掘削は20万立方メートル中16万3,000立方メートルが完了しており、ダム建設で打設するコンクリートの総量70万立方メートル中その20パーセントである13万8,000立方メートルが打設済みで、発電所の土木工事も有峰発電所47%、大品山発電所27％、真川発電所40％を終えたことろでの中止となった。購入済みの有峰、和田川両発電所に使用予定だった水車発電機は建設途中のダムともども放置されてしまう。

### 北陸電力による開発
有峰ダム建設工事を中止に追い込んだ太平洋戦争は、1945年（昭和20年）8月15日に終戦の日を迎える。荒廃した国土は徐々に復興し、朝鮮戦争による特需景気（朝鮮特需）によって産業や人々の生活は再び活気を見せ始めた。戦前から戦中にかけて日本の電力系統を一手に引き受けていた日本発送電は解体され、富山県・石川県・福井県といった北陸地方における電気事業は北陸電力に割り当てられた。このとき北陸地方を流れる黒部川水系・庄川水系の水利権が関西電力に渡ったことは、水力発電が主力であった当時において北陸電力への大きな打撃となった。北陸電力は不足する電力をまかなうため、神通川水系において水力発電所の建設工事を実施。神通川第一、第二、第三発電所を完成させてもなお電力不足は解消せず、ついに常願寺川水系において水力発電所の建設を計画。実現過程において頓挫していた有峰ダム建設工事は、1955年（昭和30年）9月の北陸電力による和田川発電所の建設着手を経て、1956年（昭和31年）4月2日に北陸電力により発表された発表された常願寺川有峰発電計画（略称 JAP ）として再開されることになった。
計画の中核をなす有峰ダムは、その諸元について見直され、より大規模なものとなった。基礎部分こそ建設途中で放棄されていたものを流用するものの、高さは30メートル高められ140メートルとし、総貯水量は2億立方メートルに達した。370億円にまで膨れあがった工費については、債券発行のほか生命保険会社や銀行から借り入れるなどして資金を調達。交渉を重ねた結果、世界銀行からも融資を受けることに成功している。工事は1956年（昭和31年）9月の建設所設置の後、1957年（昭和32年）7月にコンクリート打設を開始。当時の北陸電力社長・山田昌作は現地をたびたび訪れ、作業員らの士気を鼓舞して回った。この大工事に「電力の鬼」こと松永安左エ門をはじめ、世界じゅうから多くの視察団が訪れている。有峰ダムは1959年（昭和34年）4月16日に貯水を開始。先だって1959年6月27日に和田川第一発電所（2万7,000キロワット）・和田川第二発電所（12万2,000キロワット）の稼働を開始させ、続いて新中地山発電所（7万3,000キロワット）を稼働させたのち、1960年（昭和35年）8月28日に完成を迎えた。同時に、これら水力発電所群の運転による河川流量の変動を安定化させるための逆調整池として、下流に小俣ダムおよび小俣発電所が完成している。
なお、有峰ダム工事で亡くなった殉職者は164人で、ダムの近くには慰霊碑が建っている。

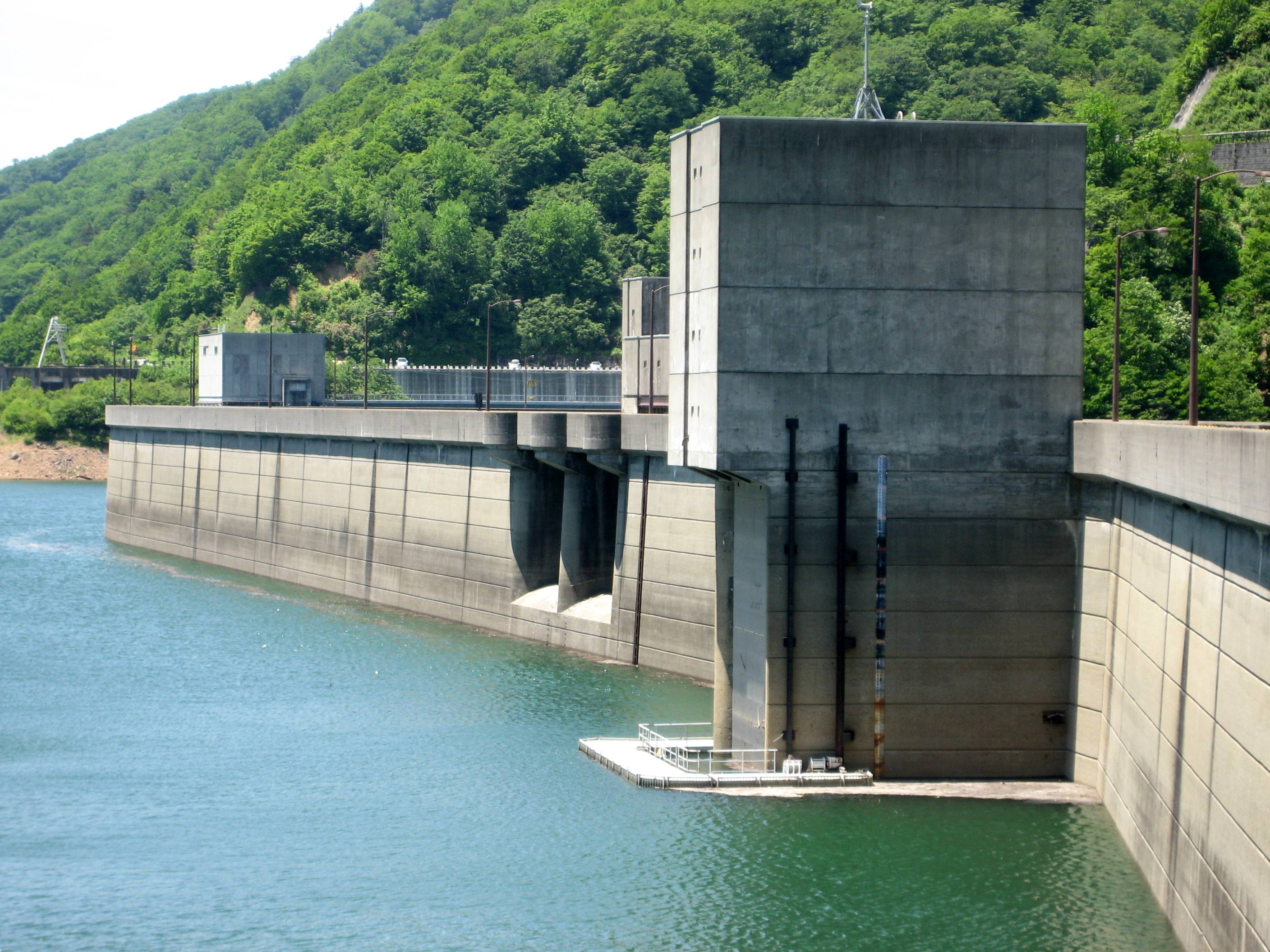
和田川第一・第二発電所取水塔 有峰ダム本体、洪水吐きの近くに付設。
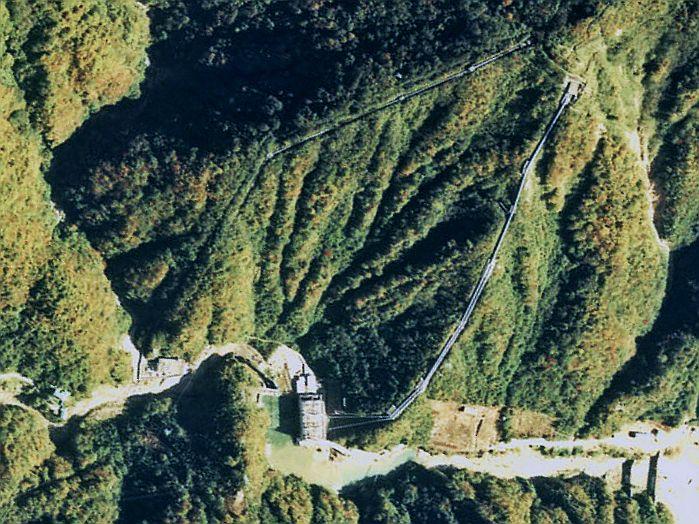
和田川第一・第二発電所と新中地山ダム
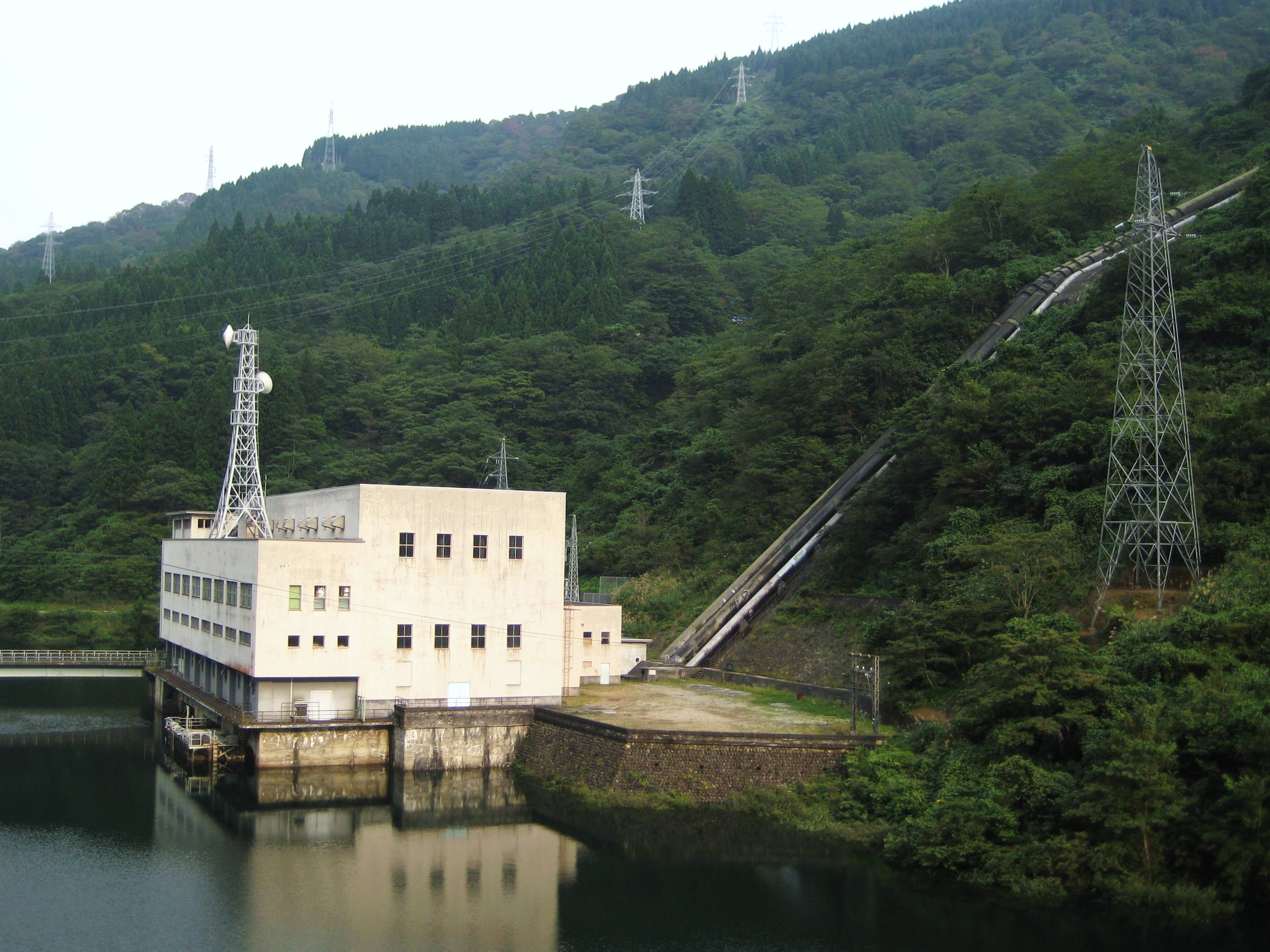
新中地山発電所
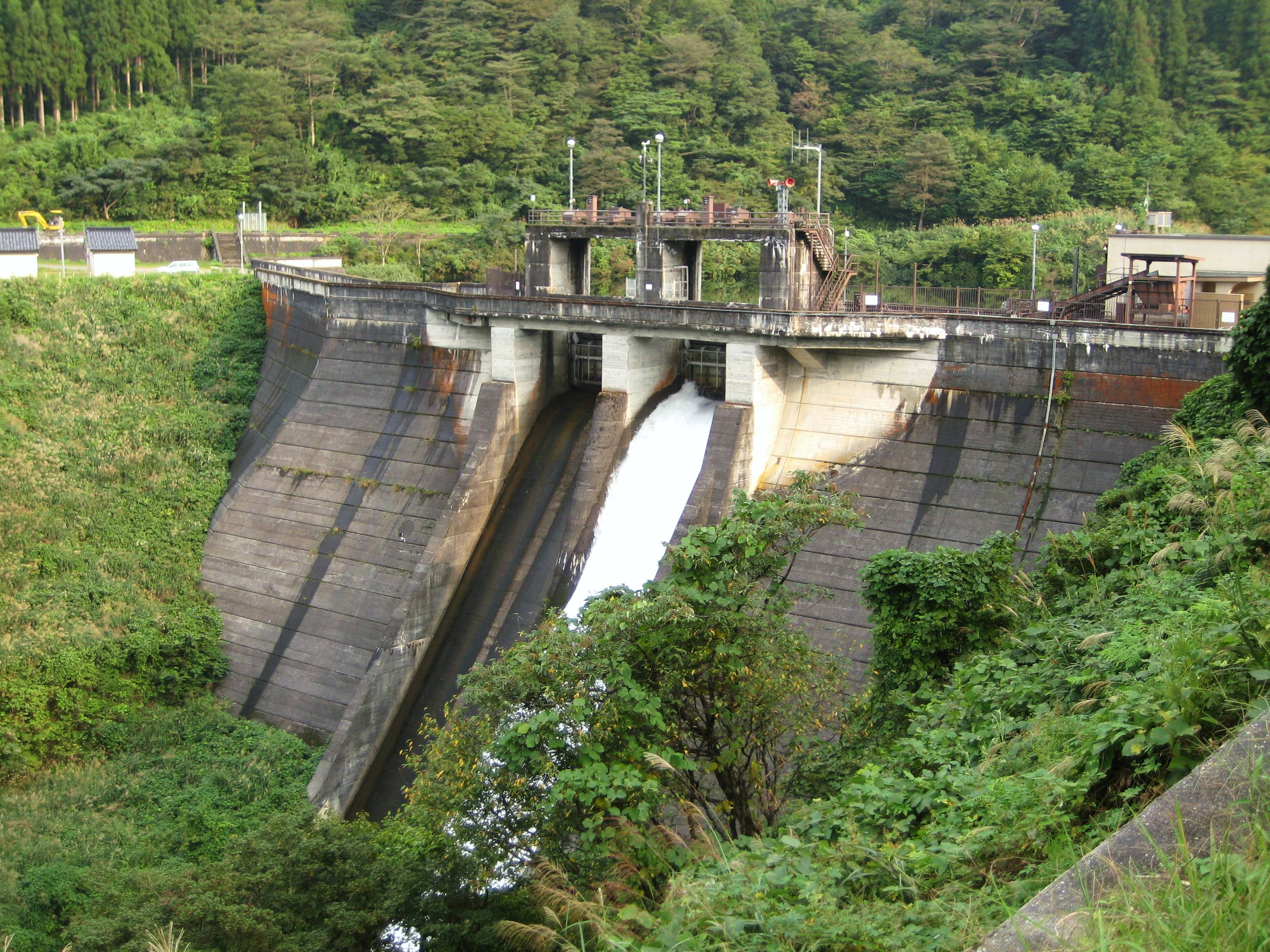
小俣ダム

### 有峰再開発
北陸電力による常願寺川水系の開発は有峰ダム完成後も続く。1964年（昭和39年）9月12日には推移1mかさ上げ工事が完成し、満水時標高が1,087mから1,088mとなった。
昭和50年代から昼間と夜間とで電力消費量に大きな開きが出るようになり、最大ピークに達する昼間の供給力を確保するため、新たに有峰第一・第二発電所が建設されることになった。有峰第一発電所は有峰ダムに貯えた水を、左岸に新設した取水口からトンネルを通じて5キロメートル先の発電所に導き、有効落差411メートル、最大使用水量74立方メートル毎秒をもって最大26万キロワット（のちに26万5,000キロワットに増強）の電力を発生（単機の発電機の一般水力発電としては日本一）。使用した水は直ちに有峰第二発電所へと導かれ、最大12万キロワットの電力を発生する。
有峰第一・第二発電所の発電出力は、電力需要の増減に応じて増減するため、放流される水もまた、それに比例して大きく変動することになる。これによる河川流量の変動を吸収するための逆調整池として、下流に小口川ダムを建設。水を一時的に貯え、有峰第三発電所を通じて一定量の水を下流に放流することで対策をとった。これらは1981年（昭和56年）7月30日に運転を開始している。
2010年（平成22年）9月には有峰ダム直下において有峰ダム発電所の建設が進められ、2011年（平成23年）11月16日に運転を開始した。これは有峰ダムからの河川維持放流水を活用するもので、発電所建物内にターゴインパルス水車と誘導発電機を組み合わせた水車発電機を1台設置し、最大170キロワットの電力を発生する。年間発生電力量は130万キロワット時で、これにより年間で400トンの二酸化炭素排出を削減できる。

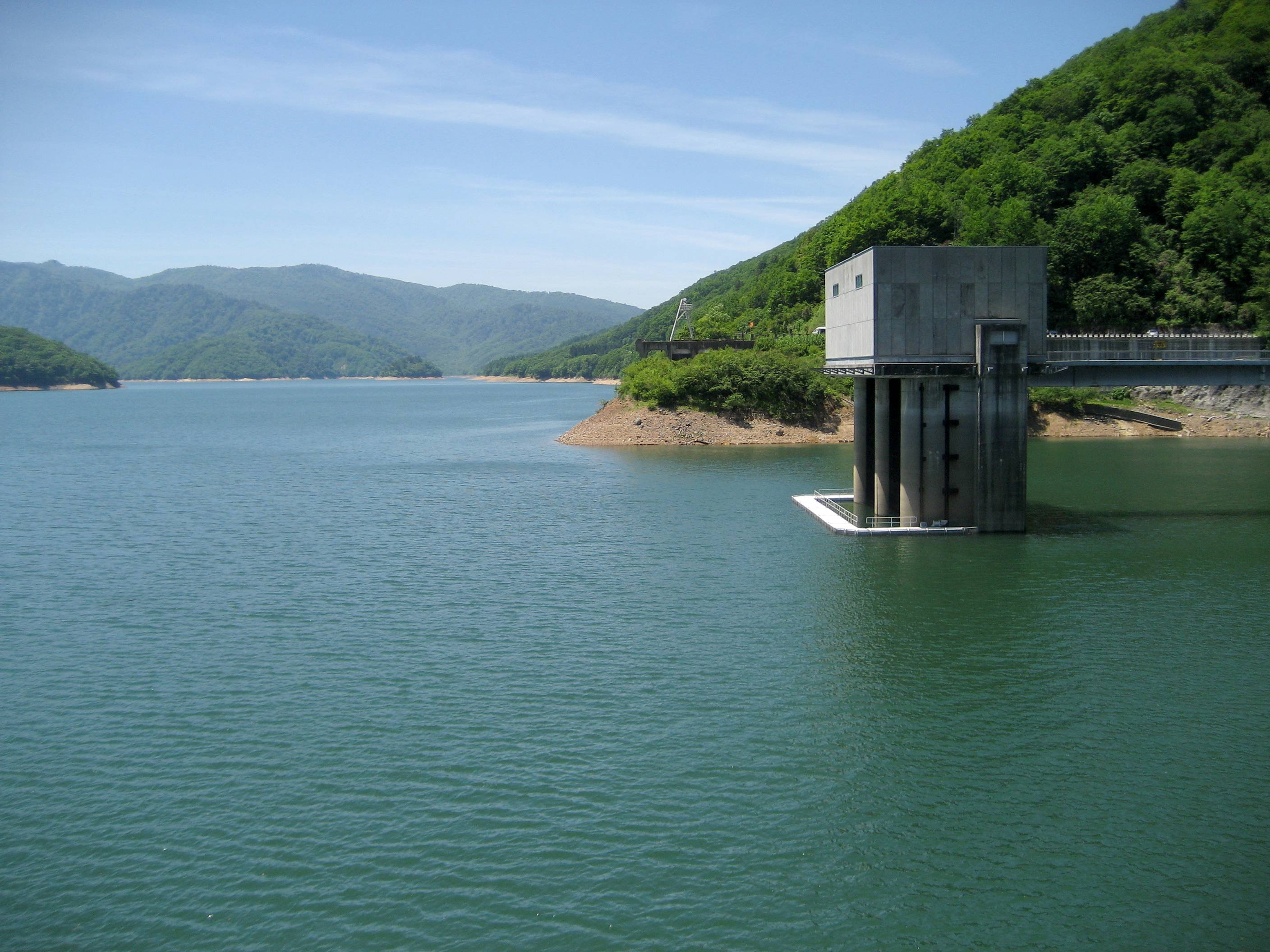
有峰第一発電所取水塔 有峰ダム左岸に追加された。
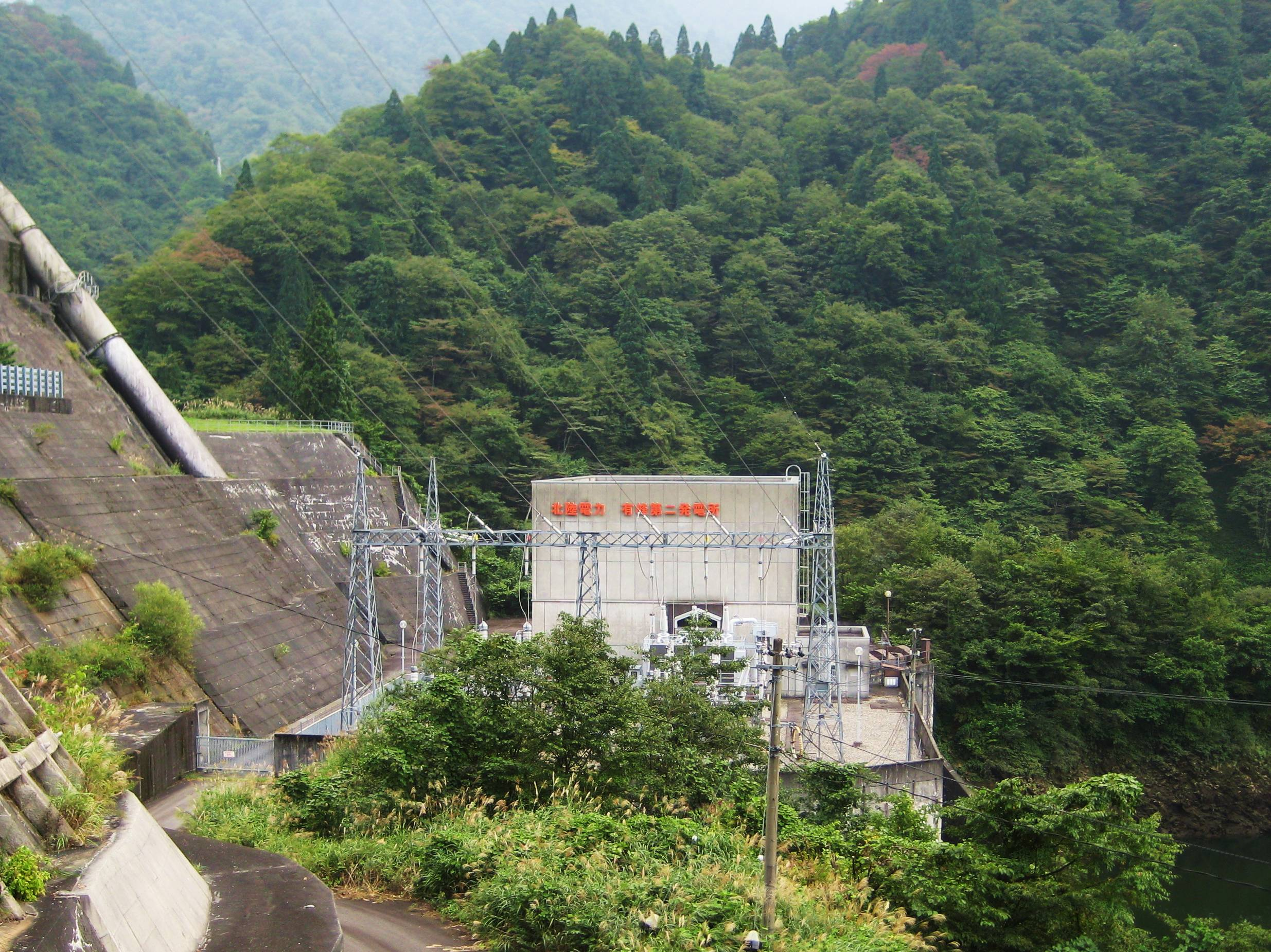
有峰第二発電所
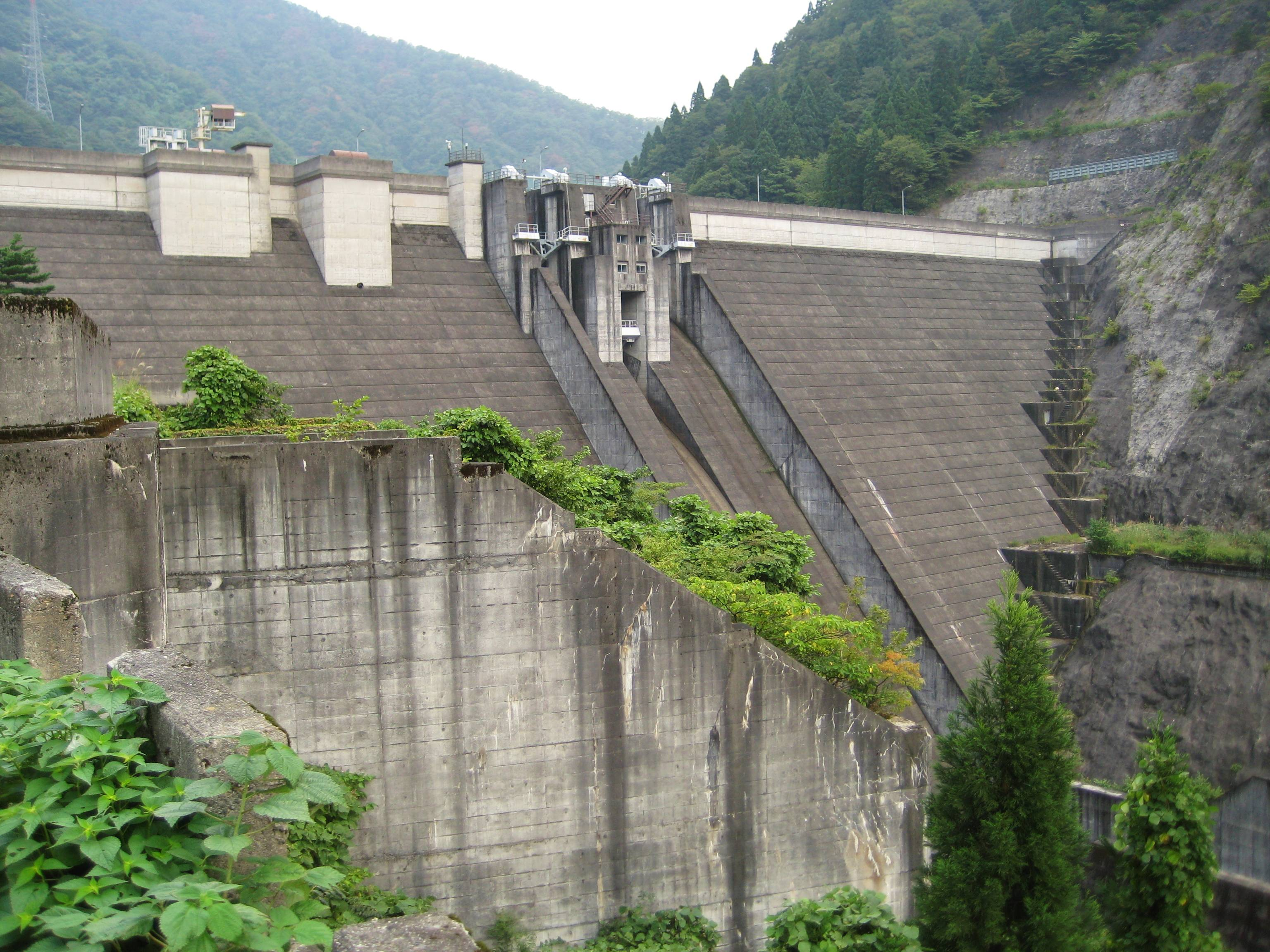
小口川ダム
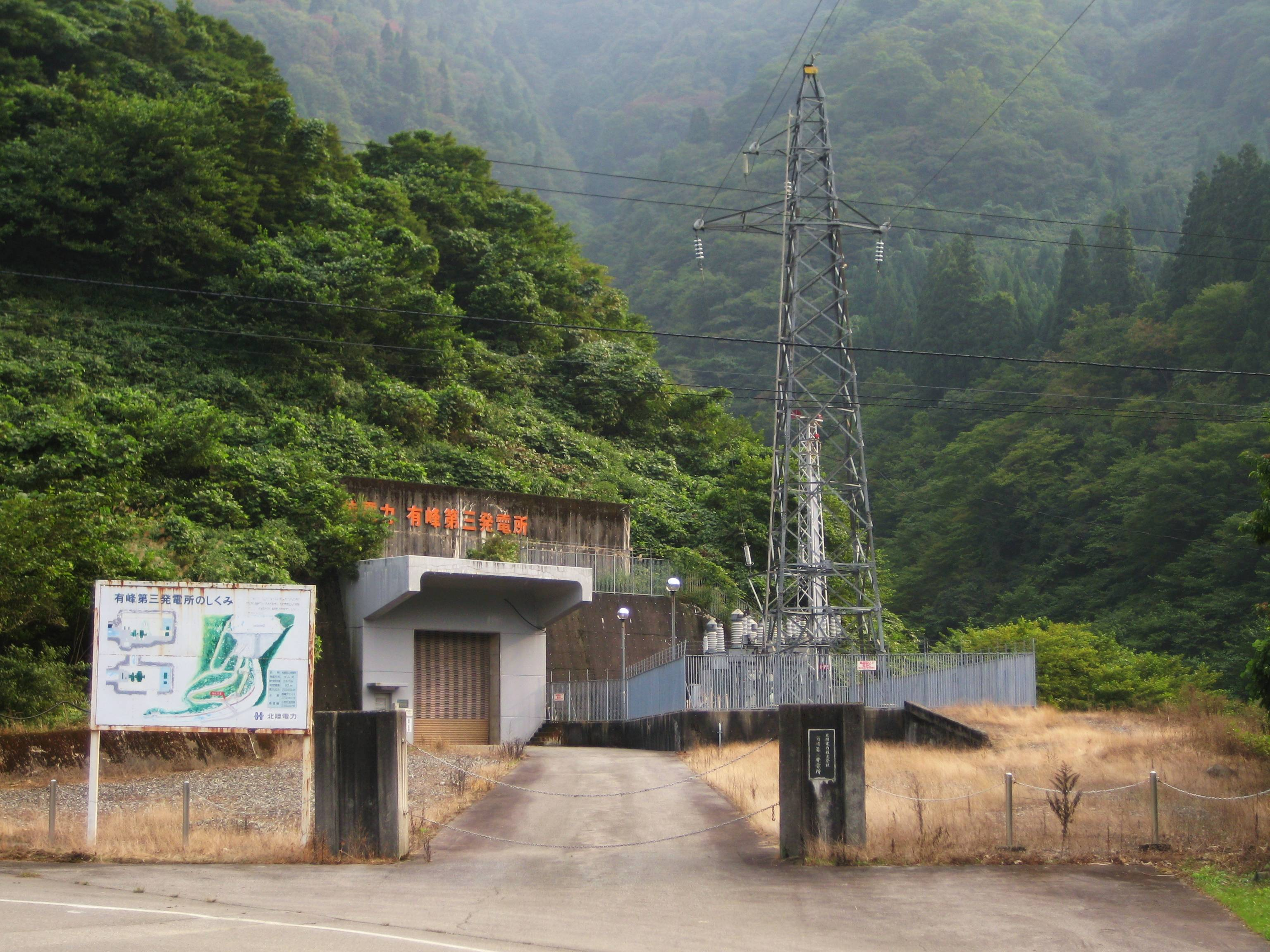
有峰第三発電所
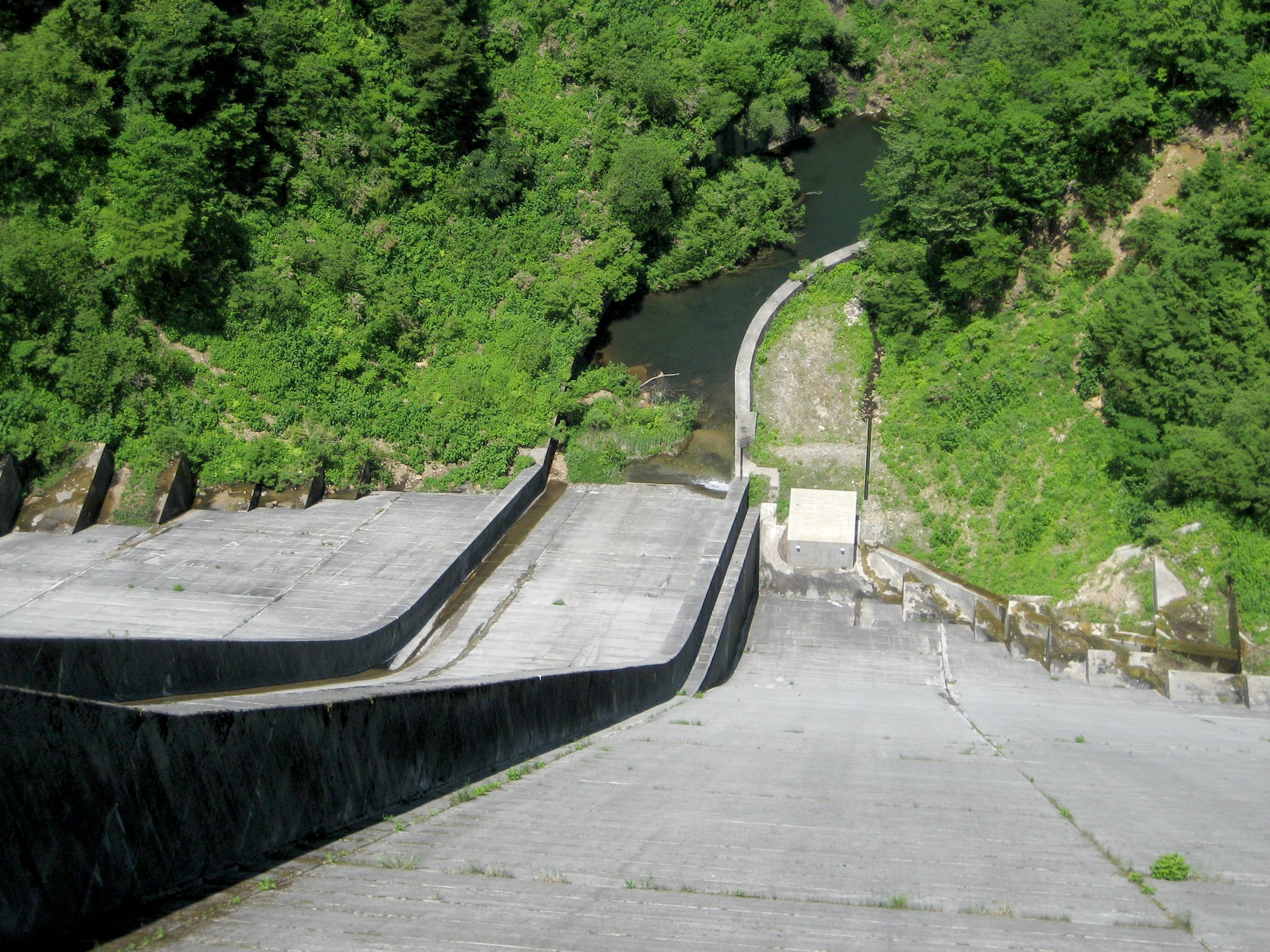
有峰ダム直下

2001年より有峰ダム見張所は無人となった。現在は遠方よりカメラなどで監視している。

## 周辺

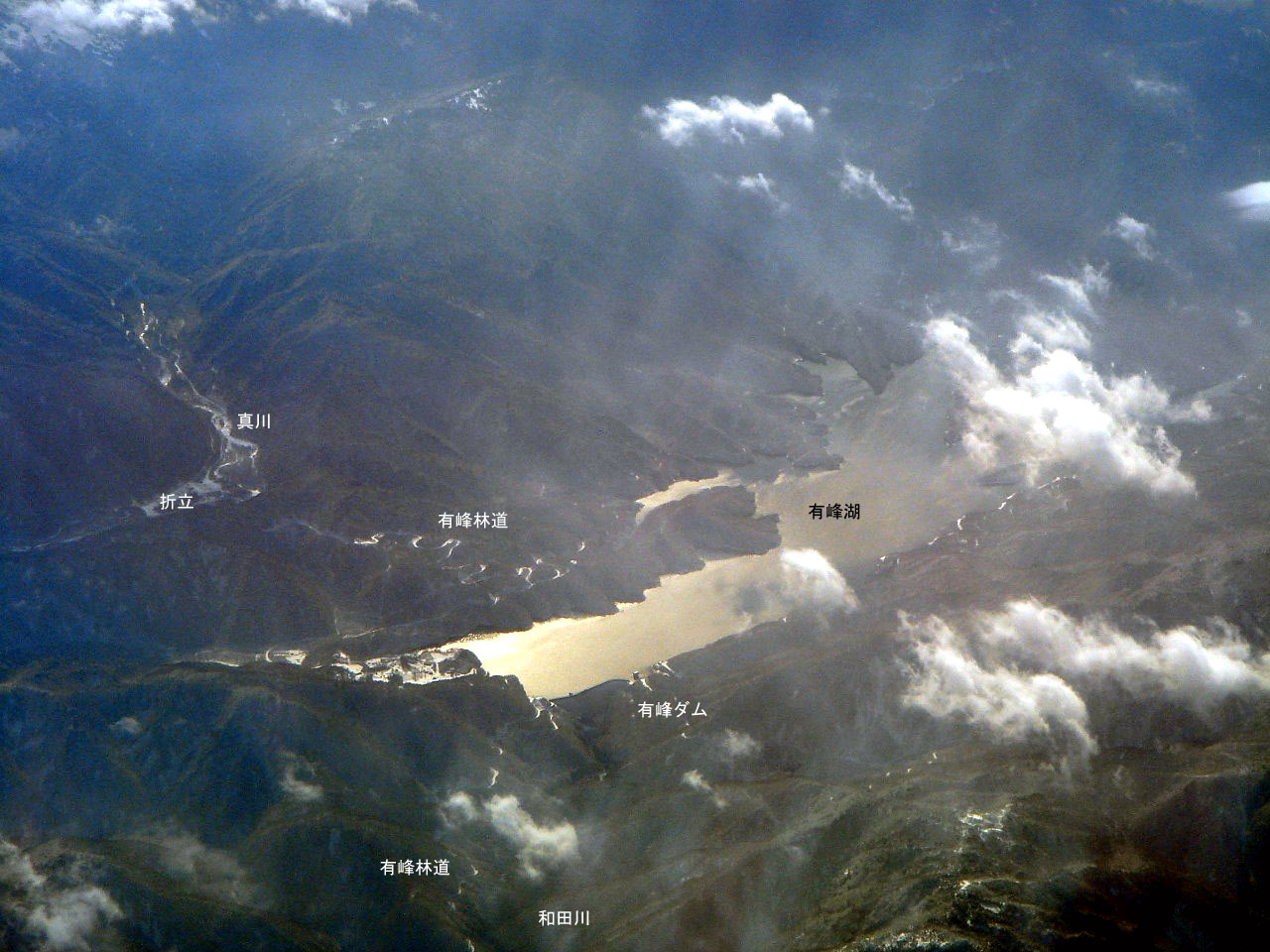
有峰ダムとその周辺を下流側より望む。周辺を有峰林道が走る。

有峰湖を中心とした一帯は中部山岳国立公園の西に位置しており、1973年（昭和48年）に有峰県立自然公園に指定された。2005年（平成17年）には当時の上新川郡大山町の推薦により財団法人ダム水源地環境整備センターが選定するダム湖百選に選ばれている。
有峰湖を一周するようにして周辺に有峰林道が整備された。富山市中心市街地から富山県道43号富山上滝立山線を立山方面に向かって進み、亀谷連絡所を経て有峰林道に入る。これに至る手前には水須連絡所があり、こちらからも有峰林道に通じている。しかし、この林道は、しばしば災害により不通となることがある。また、岐阜県側からも飛騨市神岡町山之村地区から東谷連絡所を経て有峰林道に入ることができる。通行料金は二輪車300円、乗用車1,900円、大型車4,400円。道幅が狭くなっている箇所や見通しの悪いカーブが連続している。通行できる期間も6月上旬から11月上旬までに限られ、さらに朝6時から夜7時までという時間的な制約もある（この時間にゲートが開いているという意味ではなく、この時間以外は通行してはならないという意味である。）ほか、天候によっては通行止めとなる場合がある。
有峰ダム天端も有峰林道の一部である。道幅の狭さから、車両の通行については両岸に設置された信号機に従い交互通行をする。有峰ダム右岸の高台には展望台が設けられ、青く広がる湖を一望できる。付近には有峰記念館が建設され、有峰ダム建設の模様を撮影した写真を多く展示し、その歴史をかいま見ることができる。また、かつて有峰集落に住んでいた人々が使用していた日用品なども展示しており、当時の暮らしぶりを知ることができる。1階はレストランである。

### 折立登山口
有峰県立自然公園内の有峰ダムの東南東約2.5kmの位置に、薬師岳、雲ノ平、黒部五郎岳への登山口の折立がある。以下の施設等がある。
- 登山者用の駐車場
- 夏山バスのバス停：富山地方鉄道有峰線[23]
- 折立キャンプ場[24]
- 折立ヒュッテ：登山者用の休憩所

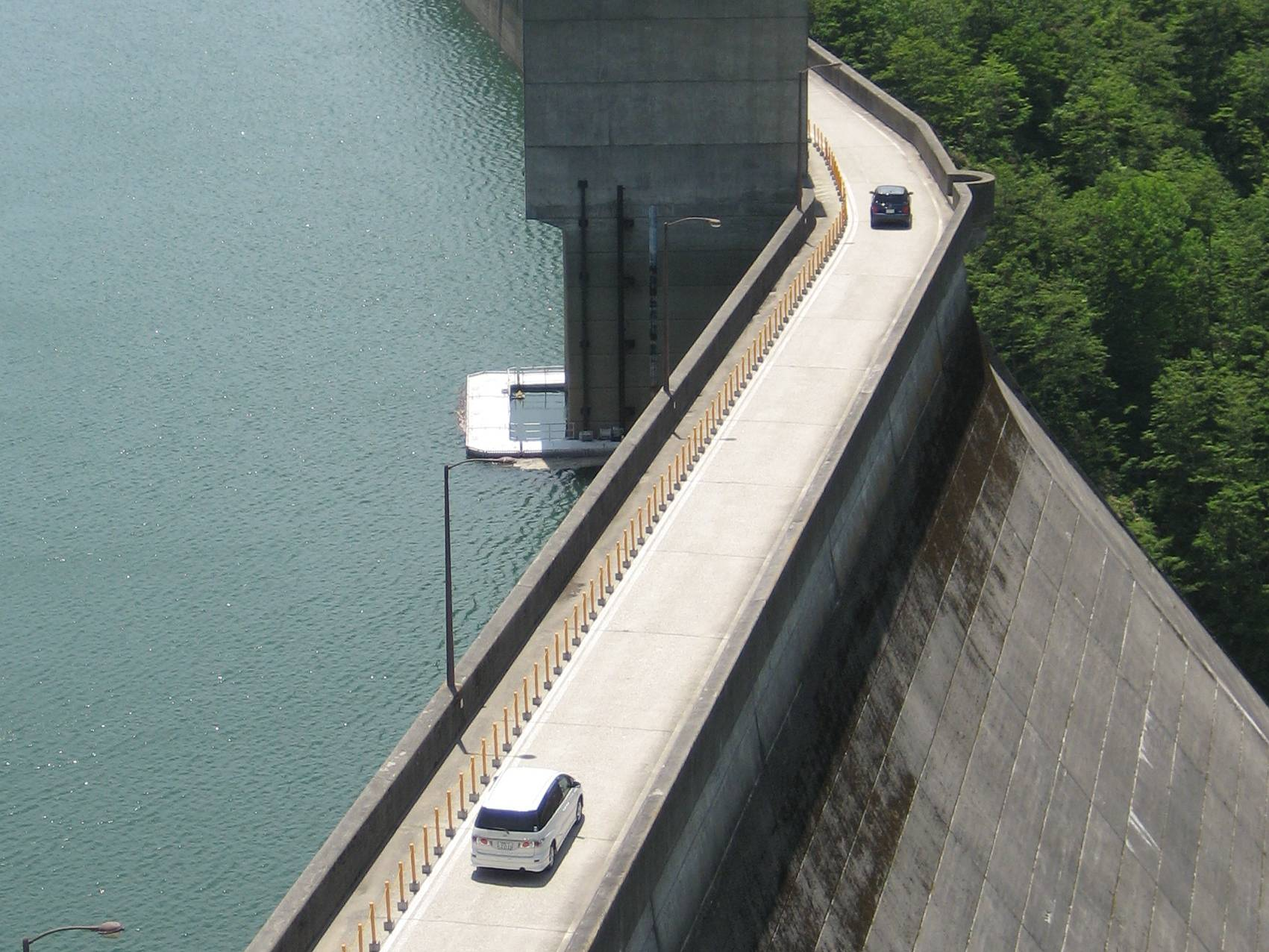
有峰ダム天端道路 車両は交互通行。歩行者は道路わきの歩道を自由に通行できる。
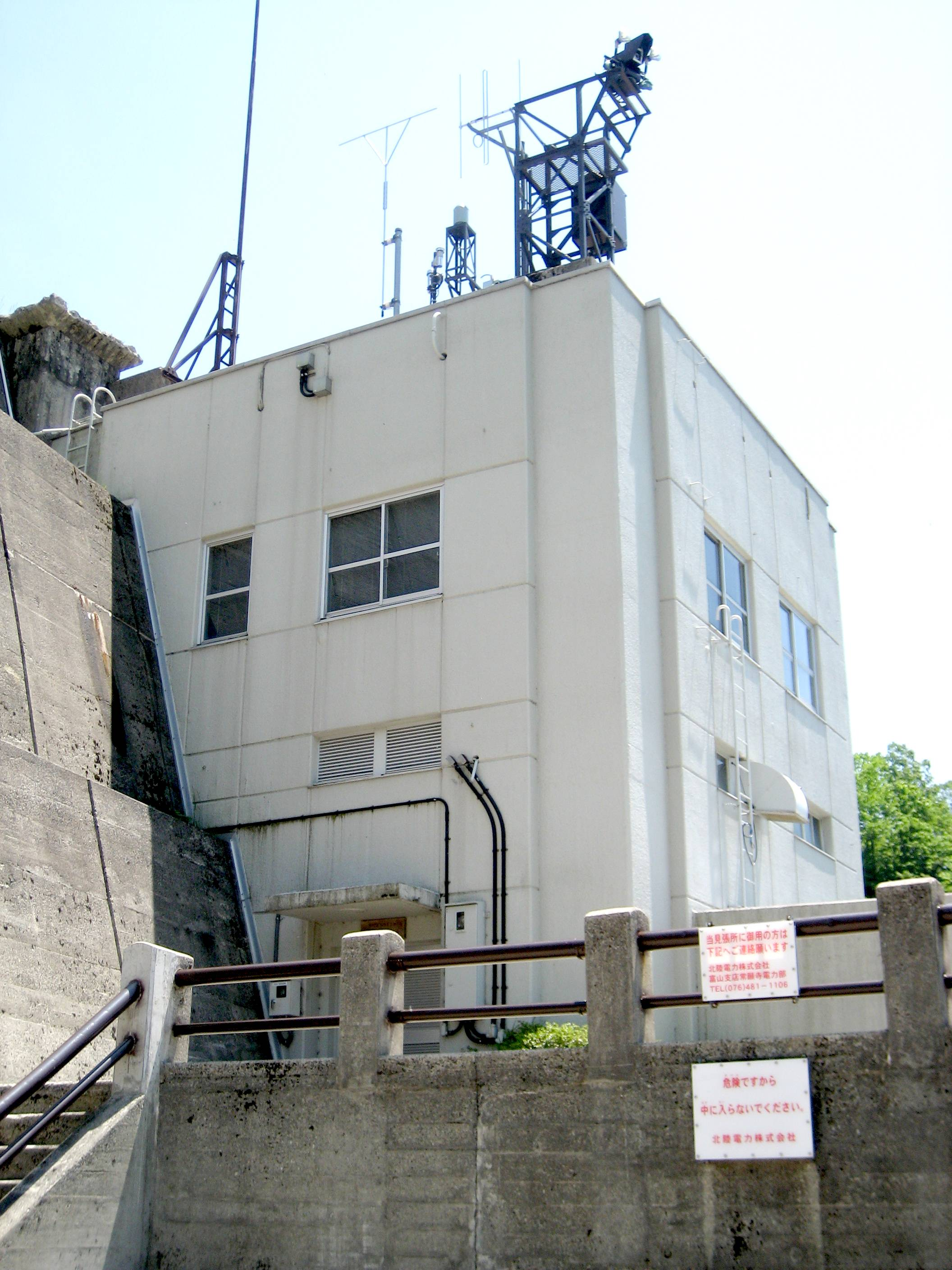
有峰ダム見張所
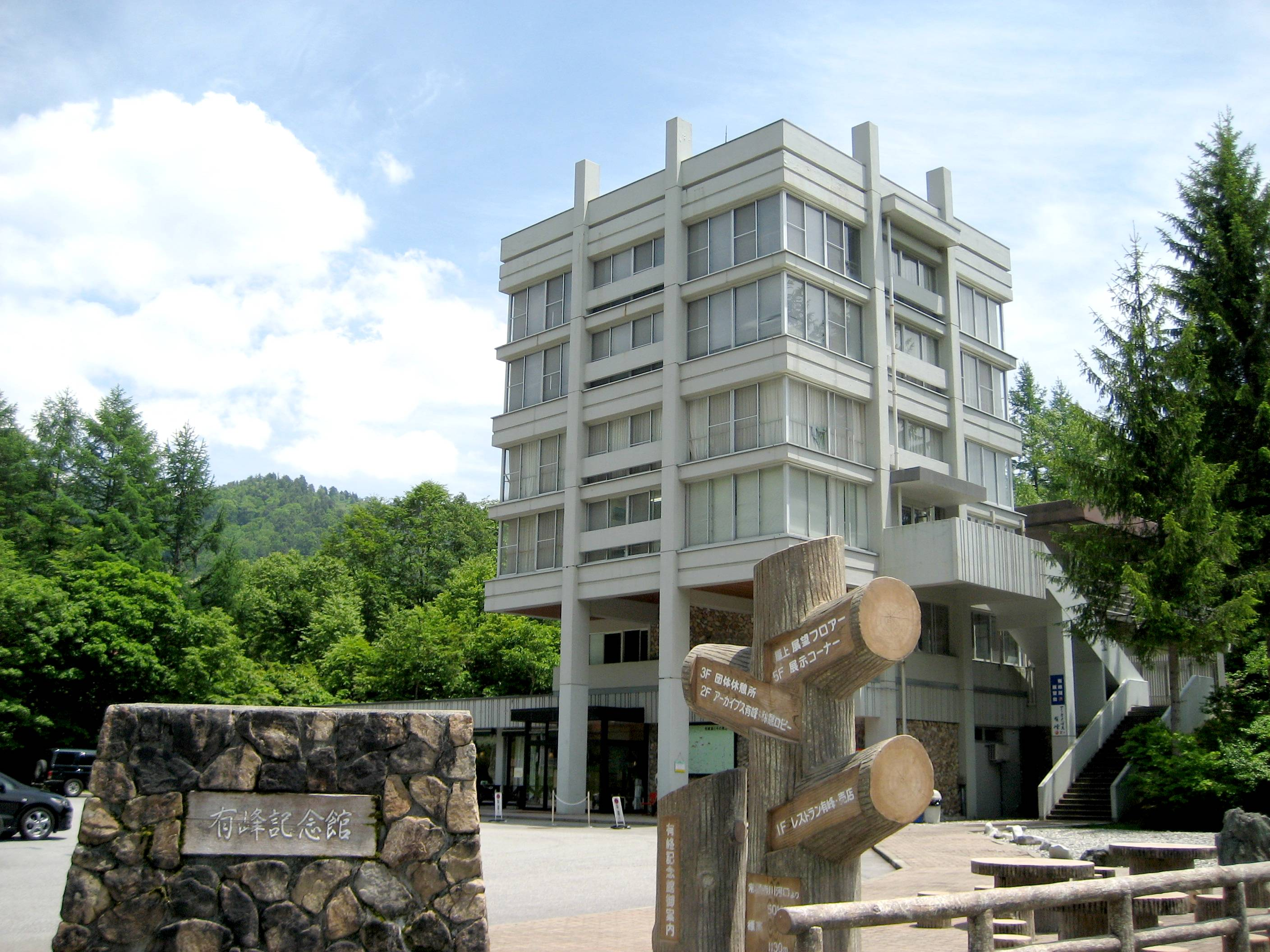
有峰記念館